# ケトル・ホウィッスル
『ケトル・ホウィッスル』（Kettle Whistle）はアメリカのバンド、ジェーンズ・アディクションが1997年に発表したコンピレーション・アルバム。バンドが1997年に再生（ペリー・ファレルは、オリジナル・メンバーが揃ったわけではないことから「再結成」ではなく「再生」と呼んでいた）したのに伴い発表された。

## 解説
1997年8月に録音された新曲2曲と、過去の音源に新しくオーバー・ダビングを施した2曲に、1986年から1991年にかけて録音された未発表音源を加えた内容。1997年の録音には、レッド・ホット・チリ・ペッパーズのフリー等が参加しており、フリーは同年に行われたジェーンズ・アディクションのツアーにも参加した。新曲の「ソー・ホワット!」は、ペリー・ファレルとデイヴ・フリッドマンの共同プロデュースによる曲で、『ビルボード』誌のモダン・ロック・チャートで22位、メインストリーム・ロック・チャートで37位に達した。
この時のバンドの「再生」は長期的なものとならず、本作に伴うアメリカ・ツアーが終了すると、バンドは再び活動を停止した。

## 収録曲
1. ケトル・ホウィッスル - Kettle Whistle - 7:48
  - 新曲。
2. オーシャン・サイズ - Ocean Size - 4:31
  - 1986年のデモ録音。
3. マイ・キャッツ・ネーム・イズ・メイシオ - My Cat's Name Is Maceo - 4:23
  - 1987年のデモ録音。1997年にオーバー・ダビングが施された。
4. ハド・ア・ダド - Had a Dad - 3:45
  - 1988年録音のアウトテイク。
5. ソー・ホワット! - So What! - 4:41
  - 新曲。
6. ジェーンが言う - Jane Says - 6:31
  - 1991年のライヴ音源。
7. マウンテン・ソング - Mountain Song - 4:08
  - 1986年のデモ録音。
8. スロウ・ダイヴァーズ - Slow Divers - 4:35
  - 1986年のライヴ音源。1997年にオーバー・ダビングが施された。
9. スリー・デイズ - Three Days - 12:06
  - 1990年12月19日のライヴ音源。
10. エイント・ノー・ライト - Ain't No Right - 3:23
  - 1990年12月19日のライヴ音源。
11. アップ・ザ・ビーチ - Up the Beach - 3:20
  - 1990年12月19日のライヴ音源。
12. ストップ - Stop - 4:24
  - 1990年12月19日のライヴ音源。
13. ビーン・コート・スティーリング - Been Caught Stealing - 4:20
  - 1989年録音のアウトテイク。
14. ホアーズ - Whores - 3:58
  - 1986年のライヴ音源。
15. シティ - City - 2:30
  - 1988年リリースの映像作品『Soul Kiss』用の録音。ペリー・ファレルとデイヴ・ナヴァロの2人だけで録音された[6]。

## 参加ミュージシャン
- ペリー・ファレル - ボーカル、ピアノ
- デイヴ・ナヴァロ - ギター
- フリー - ベース(on1. 5. 8.)、トランペット(on 5.)
- エリック・アベリー - ベース(on 2. 3. 4. 6. 7. 9. 10. 11. 12. 13. 14.)
- スティーヴン・パーキンス - ドラムス、パーカッション

ゲスト・ミュージシャン
- メイシオ・パーカー - サックス(on 3.)
- デイヴ・フリッドマン - キーボード(on 5.)
- ケヴィン・ハスキンス - プログラミング、サンプリング(on 5.)
- クリスティン・ケイグル - バッキング・ボーカル